# Deserto de Mojave
Deserto de Mojave (em inglês:  Mojave Desert) é um deserto árido e o mais seco da América do Norte. Está localizado no sudoeste dos Estados Unidos, principalmente no sudeste da Califórnia e no sul de Nevada, e ocupa um total de 124.000 quilômetros quadrados, mas áreas muito pequenas também se estendem para Utah e Arizona. Seus limites são geralmente observados pela presença de árvores de Josué, que são nativas apenas do deserto e são consideradas uma espécie indicadora. A região abriga de 1.750 a 2.000 espécies de plantas. A parte central do deserto é escassa, enquanto suas periferias apoiam grandes comunidades como San Bernardino, Las Vegas, Lancaster, Palmdale, Victorville e St. George.
Esse deserto possui clima bastante hostil e abriga formações geológicas famosas, como o Vale da Morte, com seus leitos de lagos secos e cheios de sal. Nessa região também está alocado o maior cemitério de aviões do mundo, que consiste em um depósito onde grandes jatos das empresas aéreas de todo o mundo ficam aguardando para serem desmontados para aproveitamento de seus materiais recicláveis. O deserto tem esse nome devido a grande predominância de cobras Mojave, um tipo de cascavel.

## Marco histórico
O Deserto de Mojave possui uma entrada no Registro Nacional de Lugares Históricos, o Rogers Dry Lake.

## Cultura popular
Ganhou fama ao ser citado no clássico de Wim Wenders, Paris, Texas. É no Mojave também que o protagonista, vivido por Harry Dean Stanton, perambula no início do filme. Foi onde a banda de rock Californiana, Red Hot Chili Peppers gravou o clipe da música "Give It Away", assim como as Spice Girls filmaram o premiado clipe "Say You'll Be There", a cantora Madonna  gravou o clipe da música "Frozen" nesse deserto. O grupo pop global Now United, gravou o videoclipe de "Come Together" nesse deserto. E também a cantora Selena Gomez gravou seu clipe "A Year Without Rain" neste deserto. E também é o local onde o jogo Fallout: New Vegas, produzido pela Obsidian Entertainment, se passa.
Em 2001, o corredor de trilhas Carlos Sposito foi o primeiro brasileiro a correr na região, em um desafio solitário.